# Dexia hainanensis
Dexia hainanensis är en tvåvingeart som beskrevs av Zhang 2005. Dexia hainanensis ingår i släktet Dexia och familjen parasitflugor. Inga underarter finns listade i Catalogue of Life.